# Genndy Tartakovsky
Genndy Tartakovsky (oroszul: Геннадий Борисович Тартаковский, Gennagyij Boriszovics Tartakovszkij) (Moszkva, Oroszországi SZSZSZK, 1970. január 17. –) ötszörös Primetime Emmy-díjas orosz származású amerikai rendező, producer, forgatókönyvíró. Elsősorban olyan rajzfilmsorozatok miatt ismert, mint a Két buta kutya, Dexter laboratóriuma, a Szamuráj Jack, a Csillagok háborúja: Klónok háborúja, a Szimbionikus titán, de közreműködött a Pindúr pandúrok készítésében is. Emellett egész estés animációs filmeket is alkot, ilyen a Hotel Transylvania – Ahol a szörnyek lazulnak című film és folytatásai.

## Gyermekkor
Moszkvában, az akkori Szovjetunióban, zsidó szülőktől született. Az apja mint fogorvos dolgozott egy magas rangú kormánytisztnek, édesanyja pedig igazgatói asszisztens volt egy iskolában. Amikor Genndy 7 éves volt, átköltöztek az Amerikai Egyesült Államokba, mert az apja jobb életet akart a gyerekeinek. Először Olaszországba mentek, ahol egy német család mellett éltek. Ott kezdett vonzódni a művészetekhez. Egy szomszéd lány inspirálta. Tartakovsky később így kommentálta: „Emlékszem, borzasztó voltam. Nem tudtam húzni egy kört sem.” Nagy befolyással voltak rá az ottani képregények. Az első füzet, amelyet a 7-Eleven-ben vett meg, a Super Friends volt.

## Tanulmányai
Genndy a chicagói Eugene Field Általános Iskola harmadik osztályába kezdett el járni. Az iskola kemény volt neki, mert úgy érezte, hogy mindenki külföldiként könyveli el. Azt mondta, hogy nem tudott beilleszkedni addig, amíg másodéves hallgató nem lett a középiskolában. Amikor 16 éves volt, meghalt az édesapja. Genndy úgy érezte, hogy az apja nagyon szigorú és ódivatú volt, de kapcsolatuk nagyon különleges volt. 
Apja halála után Genndy és a családja elköltözött, és elkezdett dolgozni, mialatt még középiskolába járt. Genndy betekintést kapott a televíziózásba, mely mélyen kihatott később a karrierjére. Hogy kielégítse becsvágyó családját, Genndy megpróbált munkát szerezni egy hirdetési osztályon, mert bátorították, hogy ő egy üzletember. Akármennyire is, későn jelentkezett és ezért nem tudott másik osztályt választani. Megjelölt egy animációs osztályt, és ezt vezette a tanuló animátoroknak a chicagói Columbia Egyetemen. Idegesen dolgozott, próbálta építeni a profilját mint animátor. 
1991 körül elkészített egy három perces rövidfilmet egyedül. Ez volt kezdete a termékeny karriernek, és azt eredményezte, hogy felvegyék a California Institue of the Arts-ra, barátjával Robert Renzettivel, és egy teli cipősdoboz flipbooks-szal (sorozatban felvett fotókat képes feldolgozni úgy, hogy animáció hatását kelti).
Ő jött fel a Dexter Laboratóriumának ötletével a kollégiumban; egy balerina rajza inspirálta. Fejlesztett további rövidfilmeket a második évében.